# Salas Bajas
Salas Bajas – gmina w Hiszpanii, w prowincji Huesca, w Aragonii, o powierzchni 12,93 km². W 2011 roku gmina liczyła 138 mieszkańców.